# Free-Will
Free-Will est un important label indépendant de musique japonais, créé en 1986 par Hiroshi "Dynamite Tommy" Tomioka pour son groupe de rock COLOR, spécialisé depuis les années 1990 dans les groupes de rock de style "visual kei", avec une branche américaine, et jusqu'à récemment une branche européenne. Il possède aussi plusieurs sous-labels, distribués par différentes maisons de disques "major", qui s'occupent de la majorité des artistes de visual kei au Japon, continuant souvent à cogérer leurs carrières même après leurs départs en major. Parmi les principaux artistes lancés par Free-Will figurent notamment Dir en grey, kagerou, Kagrra, Miyavi, Rentrer en Soi, The GazettE, the studs, Undercover Slut...

## Sous-labels
- Firewall Div.
- Free-Will Europe
- PS Company
- Lizard
- Ism Kannivalism
- Indie PSC
- S'Cube

## Liens
- Site officiel de Free-Will Japon
- Site officiel de Free-Will America

- Site officiel de PS Company
- Site officiel de S'Cube